# Lieven Brekel
Lieven Brekel is een personage dat voorkomt in het verhaal De liefdadiger van de Bommelsaga. Lieven Brekel doet zich voor als weldoener van de mensheid. Zijn motto is: "We blijven lachen!" Lieven Brekel is altijd bezig met het verspreiden van "lichtpuntjes". Hij beweert de afbetalingsregeling, de modderafstotende vloeren, de wasmachine, de ijskast, de televisie, de stofzuiger, de motorfiets en de medicijnstripverpakking te hebben uitgevonden.
Joost declameerde een oud versje van zijn grootmoeder, omdat er een ring om de maan stond:

Kwiske sibi proksimos,
Bij de zevenboom in ’t Savelbos
Zijn vannacht de brekels los
Wie een ring ziet om de maan
Moet niet naar de brekels gaan!

Heer Bommel gaat naar het Savelbos vanwege een weddenschap met markies de Canteclaer en ontmoet in het bos Lieven Brekel.
Tom Poes lost de problemen van heer Bommel op door stiekem de brekelsteen van Kwetal in de jaszak van Bommel te stoppen, waardoor Lieven Brekel geen leedvermaak kan hebben over de problemen die hij zelf bij anderen heeft veroorzaakt.  Deze elementaal zal volgens Kwetal zichzelf tegen gaan werken, wanneer je hem zijn zin geeft.